# روبرت س. ريتشاردسون الثالث
روبرت س. ريتشاردسون الثالث (بالإنجليزية: Robert C. Richardson III)‏ هو ضابط أمريكي، ولد في 5 يناير 1918 في روكفورد في الولايات المتحدة، وتوفي في 2 يناير 2011 في الإسكندرية في الولايات المتحدة.